# Мацуи, Наоко
Наоко Мацуи (яп. 松井菜桜子 Мацуи Наоко, урождённая Наоко Огава (яп. 小川 菜桜子 Огава Наоко), род. 4 апреля 1961 года, Хоккайдо) — японская сэйю.

## Позиции в Гран-при журнала Animage
- 1987 год — 5-е место в Гран-при журнала Animage в номинации на лучшую женскую роль[1];
- 1989 год — 21-е место в Гран-при журнала Animage в номинации на лучшую женскую роль[2];
- 1990 год — 16-е место в Гран-при журнала Animage в номинации на лучшую женскую роль[3];
- 1991 год — 19-е место в Гран-при журнала Animage в номинации на лучшую женскую роль[4]

## Роли в аниме
- 1983 год — Волшебный ангел Крими Мами (ТВ) (Лже-Мами);
- 1984 год — Chikkun Takkun (Мукко);
- 1984 год — Attacker You! (Нами Хаясэ);
- 1985 год — Волшебный ангел Крими Мами OVA-3 (Ай Хаякава);
- 1985 год — High School! Kimen-gumi (Тиэ Уру);
- 1985 год — Dream Hunter Rem (Рэм Аянокодзи);
- 1986 год — Искатели приключений в космосе (Палвал);
- 1986 год — Мобильный воин ГАНДАМ Зета Два (Рокс Лока);
- 1986 год — Виндария (Анас);
- 1986 год — Девичья Сила — Фильм (Рабби);
- 1986 год — Oh! Family (Трейси Андерсон);
- 1987 год — Minna Agechau (Юно);
- 1987 год — Капризы Апельсиновой улицы (ТВ) (Аканэ);
- 1987 год — Hajataisei Dangaioh (Пай Сандер);
- 1987 год — Manga Nihon Keizai Nyumon (Юкиэ);
- 1987 год — Tsuideni Tonchinkan (Пон Хонда);
- 1987 год — Za Samurai (Кагири Токи);
- 1988 год — Shoukoushi Cedie (Бриджетт);
- 1988 год — Стильная Лала: Огни приморского города (Эрина);
- 1988 год — Moeru! Oniisan (Фумико Осанай);
- 1988 год — Cho-on Senshi Borgman (Кацура Мики);
- 1988 год — The Ten Little Gall Force (Рабби);
- 1989 год — Приключения Питера Пена (Вэнди);
- 1989 год — Боб на колесах (Ралли Винсент);
- 1989 год — Девичья Сила OVA-3 (Санди);
- 1989 год — Idol Densetsu Eriko (Рэй Асагири);
- 1989 год — Ранма 1/2 (ТВ) (Адзуса Сиратори / Ётаро);
- 1989 год — Magical Hat (Спин);
- 1989 год — Капризы Апельсиновой улицы OVA-3 (Аканэ);
- 1989 год — Девичья Сила OVA-4 (Санди);
- 1990 год — Onna Senshi Efe & Jiira Guude no Monshou (Эфера);
- 1990—1992 — Похождения Робина Гуда (Марианна);
- 1990 год — Mainichi ga Nichiyoubi (Сараса);
- 1990 год — Mitsume ga Tooru (Тиёко Вато);
- 1990 год — Ёко - охотница на демонов (Рэйко);
- 1990 год — New Dream Hunter Rem: Yume no Kishi-tachi (Рэм Аянокодзи);
- 1991 год — Капризы Апельсиновой улицы OVA-7 (Аканэ);
- 1991 год — Мобильный воин ГАНДАМ 0083: Память о Звездной пыли (Пола Гулиш);
- 1991 год — 3x3 глаза (Армулет);
- 1991 год — Silent Moebius Movie (Кацуми Ликер);
- 1991 год — Несносные пришельцы: Навсегда моя любимая (фильм #6) (Люпика);
- 1991 год — Ранма 1/2 (фильм первый) (Адзуса Сиратори);
- 1992 год — Христофор Колумб (Филиппа);
- 1992 год — Фея цветов Мэри Белл (ТВ) (Клеа);
- 1992 год — Kyukioku no Sex Adventure Kamasutra (Шакти);
- 1992 год — Silent Moebius Movie 2 (Кацуми Ликер);
- 1992 год — New Dream Hunter Rem: Satsuriku no Mugen Meikyuu (Рэм Аянокодзи);
- 1992 год — Микан - оранжевый кот (Килли);
- 1992 год — Kobo-chan (Санаэ Табата);
- 1992 год — Scramble Wars (Рабби);
- 1993 год — Мобильный воин ГАНДАМ Виктория (Рена Уокер);
- 1993 год — Dochinpira (Ранко);
- 1994 год — Компайлер OVA-1 (Компайлер);
- 1994 год — Новая Милашка Хани (Принцесса Драгоценность (эп. 2));
- 1994 год — Dokyusei - Natsu no Owari ni (Мамэко);
- 1994 год — Люпен III: Роковой дракон (спецвыпуск 06) (Кикё);
- 1994 год — Mahoujin Guru Guru TV (Рунрун);
- 1994 год — Sei Michaela Gakuen Hyouryuuki 2 (Айко);
- 1995 год — Мобильный ГАНДАМ Дубль-вэ (ТВ) (Дороти Каталония);
- 1995 год — Компайлер OVA-2 (Компайлер);
- 1996 год — Детектив Конан (ТВ) (Соноко Судзуки);
- 1996 год — Мобильный воин ГАНДАМ: Восьмой взвод МС — OVA (Салли);
- 1996 год — Крейсер Надэсико (ТВ) (Инес Фрессанж);
- 1996 год — Ginga Ojou-sama Densetsu Yuna: Shinen no Fairy (Кёка);
- 1997 год — Detective Conan: The Time Bombed Skyscraper (Соноко Судзуки);
- 1998 год — Гекигангер-3 (Тэнсай);
- 1998 год — Silent Moebius (Кацуми Ликер);
- 1998 год — Детектив Конан (фильм 02) (Соноко Судзуки);
- 1998 год — Мобильный ГАНДАМ Дубль-вэ: Бесконечный Вальс — Фильм (Дороти Каталония);
- 1998 год — Мобильный воин ГАНДАМ: Восьмой взвод МС — Фильм (Салли);
- 1998 год — Крейсер Надэсико — Фильм (Инес Фрессанж);
- 1998 год — Стеклянная маска OVA (Аюми Химэкава);
- 1999 год — Kamikaze Kaitou Jeanne (Мияко Тодайдзи);
- 1999 год — Детектив Конан (фильм 03) (Соноко Судзуки);
- 1999 год — Kaitouranma: The Animation (Кагэри);
- 2000 год — Dokidoki Densetsu: Mahoujin Guruguru (Рунрун);
- 2000 год — Детектив Конан (фильм 04) (Соноко Судзуки);
- 2001 год — Детектив Конан (фильм 05) (Соноко Судзуки);
- 2002 год — Детектив Конан OVA-2 (Соноко Судзуки);
- 2002 год — Нахальный ангел (Кэйко Танака);
- 2002 год — Детектив Конан (фильм 06) (Соноко Судзуки);
- 2002 год — Wild 7 Another Bouryaku Unga (Ханбэн);
- 2003 год — E'S (Доктор Тигая);
- 2003 год — Детектив Конан (фильм 07) (Соноко Судзуки);
- 2003 год — D.C.: Da Capo (сезон первый) (Коёми Сиракава);
- 2003 год — Kidou Shinsengumi Moeyo Ken OVA (Тосиэ Хидзиката);
- 2004 год — Детектив Конан (фильм 08) (Соноко Судзуки);
- 2004 год — Граф Монте-Кристо (Виктория де Данглар);
- 2005 год — Детектив Конан (фильм 09) (Соноко Судзуки);
- 2005 год — Kidou Shinsengumi Moeyo Ken TV (Тосиэ Хидзиката);
- 2005 год — D.C.: Da Capo (сезон второй) (Коёми Сиракава);
- 2005 год — Люпен III: Тактика Ангелов (спецвыпуск 17) (Эмили О-Брайан);
- 2006 год — Futari wa Precure Splash Star (Мидзу Ситатарэ);
- 2006 год — Spider Riders: Oracle no Yuusha Tachi (Мелисса);
- 2006 год — Когда плачут цикады (первый сезон) (Айка Маэхара);
- 2006 год — Эйр Гир (Рика Ноямано);
- 2006 год — Детектив Конан (фильм 10) (Соноко Судзуки);
- 2006 год — Тетрадь Смерти (ТВ) (Наоми Мисора);
- 2006 год — Дар: Вечная Радуга (Нэнэ Химэкура);
- 2007 год — Детектив Конан OVA-7 (Соноко Судзуки);
- 2007 год — Детектив Конан (фильм 11) (Соноко Судзуки);
- 2007 год — Призм Арк (Карин Мибу);
- 2008 год — Озорной поцелуй (Норико Ириэ);
- 2008 год — Meitantei Conan Magic File 2 (Соноко Судзуки);
- 2008 год — Детектив Конан (фильм 12) (Соноко Судзуки);
- 2008 год — D.C.: Da Capo OVA (Коёми Сиракава);
- 2008 год — Детектив Конан OVA-8 (Соноко Судзуки);
- 2009 год — Люпен III против Детектива Конана (Соноко Судзуки);
- 2009 год — Детектив Конан (фильм 13) (Соноко Судзуки);
- 2009 год — Детектив Конан OVA-9 (Соноко Судзуки);
- 2009 год — Kikansha Yaemon (Сама);
- 2010 год — Детектив Конан OVA-10 (Соноко Судзуки)